# 西原政雄
西原 政雄（にしはら まさお、1951年5月18日 - ）は、日本の財務官僚。金融庁検査局長、金融庁監督局長、証券取引等監視委員会事務局長等を経て、全国地方銀行協会副会長。血液型はO型。

## 来歴
北海道室蘭栄高等学校を経て、1975年 東京大学法学部第2類（公法コース）卒業、大蔵省入省（理財局国有財産総括課）。1976年9月 大臣官房調査企画課。1977年9月 仙台国税局調査査察部。1978年7月 銀行局調査課調査主任。1980年7月 長浜税務署長。1981年7月 関税局監視課長補佐。1982年6月 防衛庁経理局会計課。1984年7月 主計局法規課長補佐（第四）。1985年6月 主計局主計官補佐（司法、警察係主査）。1987年7月 主計局付（外務研修）。1988年5月 外務省在オーストリア大使館一等書記官。1991年6月 財政金融研究所総括主任研究官。1992年7月 大臣官房文書課広報室長。1993年7月 北海道大学法学部教授。1995年6月 主税局調査課長。1999年7月 金融監督庁監督部監督総括課長。2000年7月 金融庁総務企画部総務課長。2001年1月6日 金融庁総務企画局総務課長。2004年7月 金融庁検査局長。2007年7月10日 金融庁監督局長。2008年7月4日 証券取引等監視委員会事務局長。2009年7月 民間都市開発推進機構専務理事。2013年 全国地方銀行協会副会長専務理事。日本学生支援機構運営評議会委員なども務めた。2021年 瑞宝中綬章受章。

## 編書
- 『図説 日本の税制〈平成8年度版〉』財経詳報社 1996年